# Frenshof
Frenshof ist ein Gemeindeteil der Gemeinde Schönbrunn im Steigerwald im oberfränkischen Landkreis Bamberg in Bayern. Die erste schriftliche Erwähnung des Dorfes war am 31. Juli 1530.

## Bevölkerungsentwicklung
Um 1800 war Frenshof nur ein einzelner Hof. Frenshof zählte 1831 104 und 1833 94 Einwohner, davon waren 14 Mennoniten. 1840 wurden 108 und 1912 wurden 116 Einwohner gezählt.

## Baudenkmäler
Die katholische Kapelle des Ortes mit aufgesetztem Glockenreiter wurde 1894 errichtet. Mit einem 1743 errichteten Mansarddachbau, in dem heute ein Gasthaus untergebracht ist, verfügt Frenshof über ein zweites Baudenkmal. Das Gebäude wurde ursprünglich als Amtshaus genutzt.

### Hotzelt-Stein

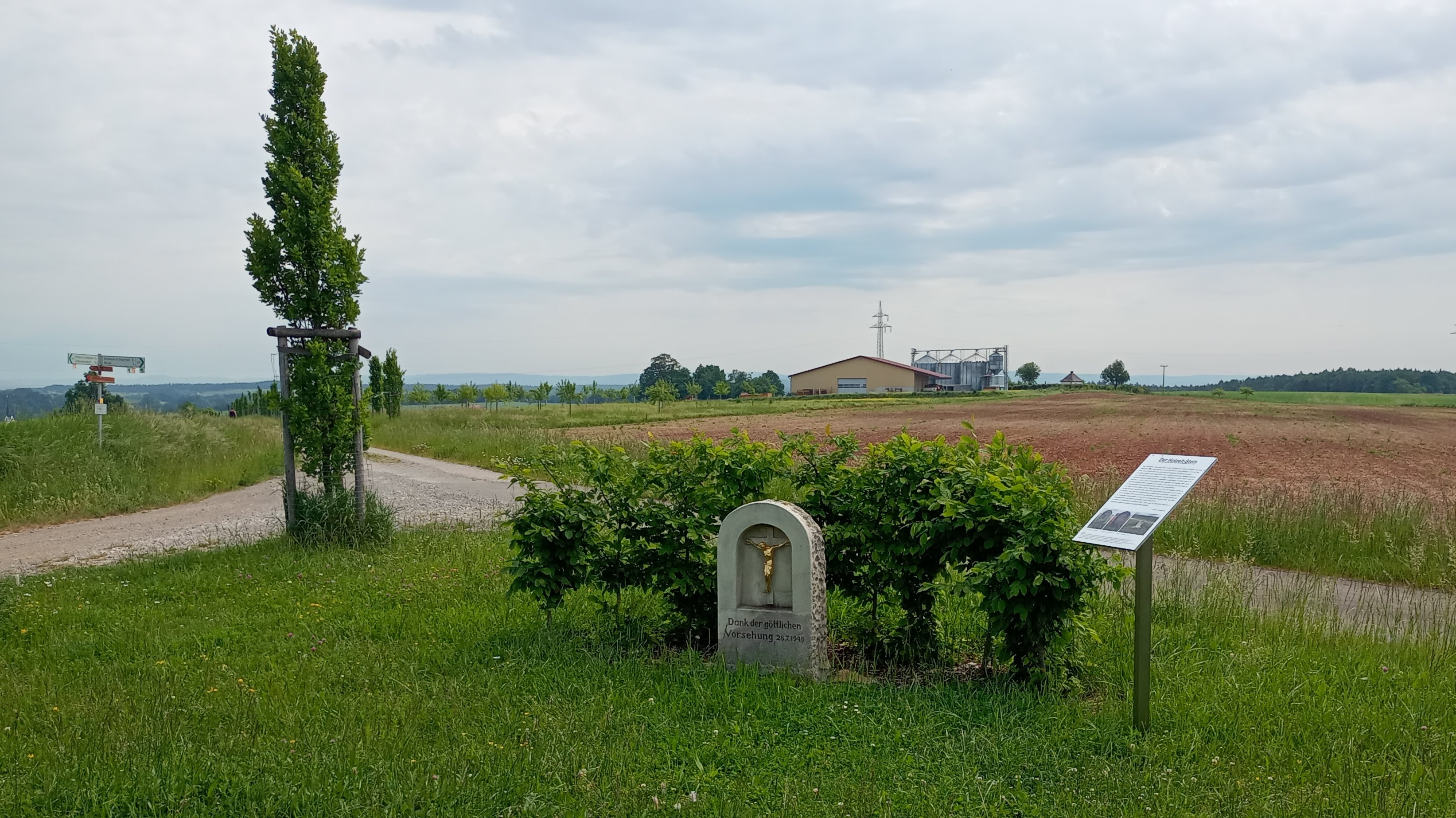
Hotzelt-Stein

Dieser Hotzelt-Stein erinnert an Hans Hotzelt aus Frenshofen, der die Explosion einer Fliegerbombe schwer verletzt überlebte. Die 3. US-Armee nahmen nach erheblichem Widerstand der 7. Armee am 3. April 1945 Aschaffenburg ein, am 6. April 1945 wurde Würzburg besetzt. Beim weiteren Vormarsch in Richtung Nürnberg richteten die amerikanischen Kampfverbände auf der Hochebene zwischen Grub und Frenshof am „Oberen Wegweiser'“ vor dem Einmarsch am 14. April 1945 in Bamberg ein Biwak ein. Diese Stellung wurde in der Nacht vom 13. auf den 14. April 1945 von einem deutschen Flieger angegriffen und bombardiert. Dabei wurden mehrere amerikanische Soldaten verwundet und einer getötet.
In den Jahren nach dem Krieg fanden die Landwirte bei der Bewirtschaftung der Felder um Frenshof wiederholt deutsche Bomben dieses Luftangriffs. Hans Hotzelt war selbst Soldat im Zweiten Weltkrieg gewesen und galt nach Kriegsende zunächst als vermisst, kehrte aber nach einem halben Jahr aus französischer Gefangenschaft zurück. Am 28. Juli 1948 stieß er mit einer Sense bei Erntearbeiten an den Zünder eines Blindgängers, der daraufhin explodierte. Durch die Heftigkeit der Explosion erlitt er schwere Verletzung an beiden Beinen, an den Armen, an der Brust und am Kopf.  Er war seit diesem Unfall auf dem linken Auge blind und konnte erst nach vier Monaten aus dem Krankenhaus entlassen werden. Aus Dank für die Genesung seines Sohnes ließ sein Vater einen Gedenkstein errichten, der an diesen schweren Unfall erinnert. Bei Flurbereinigungsmaßnahmen in den Jahren von 2008 bis 2020 wurde der Gedenkstein restauriert und wenige Meter versetzt auf dieser neu gestalteten Fläche aufgestellt.

## Verkehr und Infrastruktur
Die Buslinie 989 hält in der Ortsmitte von Frenshof.

## Vereinsleben
Die Freiwillige Feuerwehr sorgt für den Brandschutz und die allgemeine Hilfe. Diese wird zusammen mit Mitgliedern aus dem Gemeindeteil Grub betrieben und wurde 1891 gegründet. Der Sozialverband VdK Deutschland hat in Frenshof einen Ortsverein und es besteht ein Obst- und Gartenbauverein Grub/Frenshof.